# 누쿠오로어
누쿠오로어(Nukuoro)는 미크로네시아 연방에서 쓰이는 폴리네시아어군 언어이다. 역외 폴리네시아 지역인 누쿠오로 환초 주민이 사용하며, 폰페이섬과 미국에서도 쓰인다. 카핑아마랑이어와 가까운 관계이다.

## 음운론
누쿠오로어의 모음은 /a, e, i, o, u/ 다섯 개이다. 장모음은 같은 글자를 중복해서 쓰는 것으로 표기한다.
누쿠오로어의 자음 음소는 10개가 있으며 모든 자음은 장음화될 수 있다. 철자법은 ‹각괄호› 안에 나타내었다.
|        | 순음  | 설정음 | 연구개음 |
| ------ | ----- | ------ | -------- |
| 파열음 | p ‹b› | t̪ ‹d›  | k ‹g›    |
| 마찰음 | v ‹v› | ɕ ‹s›  | x ‹h›    |
| 비음   | m ‹m› | n̪ ‹n›  | ŋ ‹ng›   |
| 탄음   |       | ɾ̪ ‹l›  |          |

모든 자음은 장음화될 수 있다. 장자음은 단자음의 약 두 배 길이로 발음된다. /ɾ̪/가 장음화되면 선유성음화된 치 파열음 [d̪͡t̪]가 된다. 장자음은 그에 대응하는 단자음 철자를 중복해서 쓰는 것으로 표기한다. 단, 파열음 ‹b d g›의 장음은 ‹p t k›로, 비음 ‹ng›의 자음은 ‹ngg›로 표기한다.
치 탄음 /ɾ̪/은 ‹l›로 표기한다. 그러나 “Nukuoro”라는 이름에도 드러나듯 과거에는 ‹r›로 표기하기도 했다.
음절 구조는 (C)V(V)(V)이다.

## 같이 보기
- 카핑아마랑이어
- 역외 폴리네시아
- 폴리네시아어군
- 토켈라우어

## 참고 문헌
- Carroll, V. (1965) 《An Outline Of The Structure Of The Language Of Nukuoro》. Wellington, New Zealand: The Polynesian Society.